# 26681 Niezgay
26681 Niezgay è un asteroide della fascia principale. Scoperto nel 2001, presenta un'orbita caratterizzata da un semiasse maggiore pari a 2,3635552 UA e da un'eccentricità di 0,1535626, inclinata di 1,25397° rispetto all'eclittica.